# Isetan Mitsukoshi Holdings

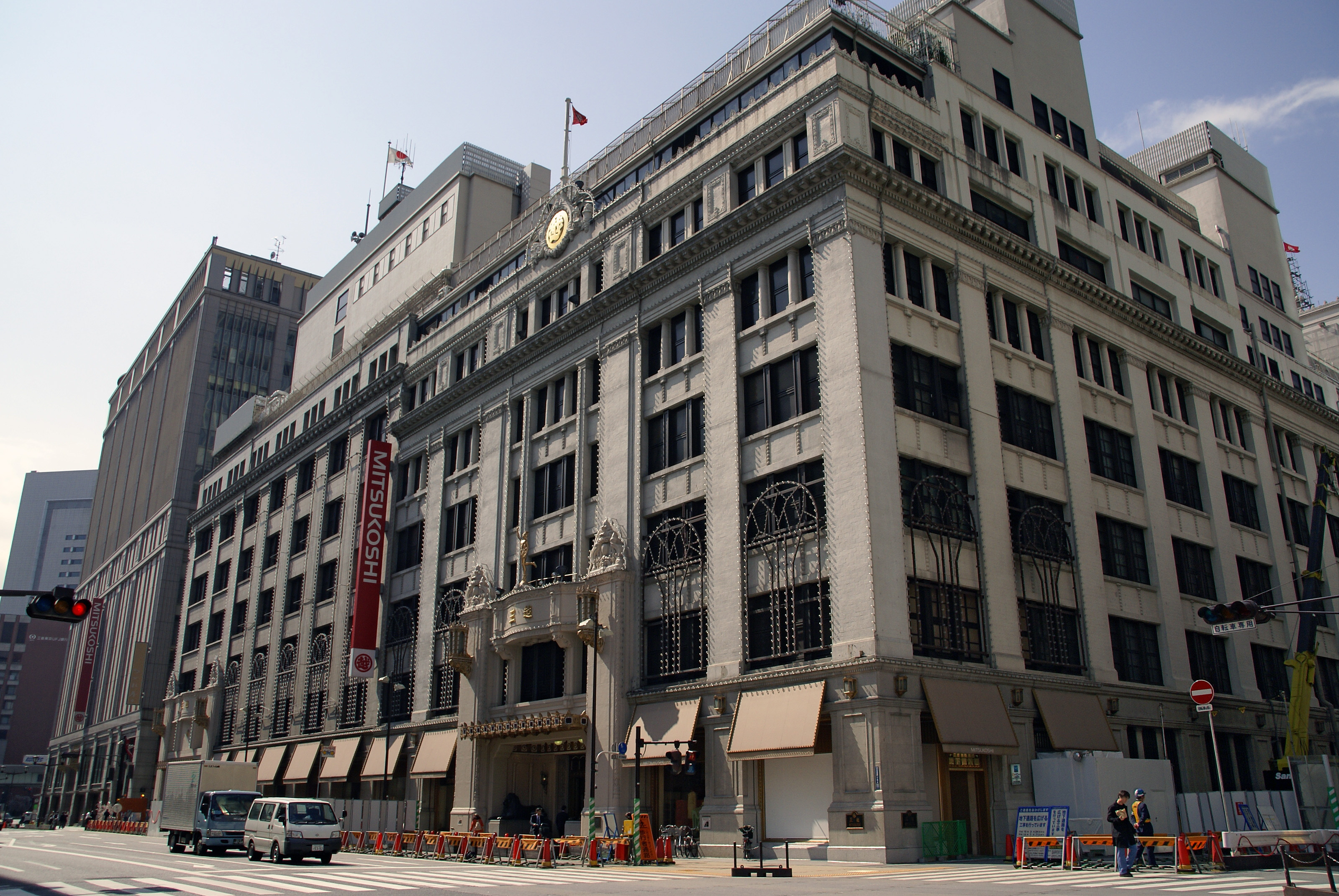
Loja de departamentos da rede em Nihombashi, Chuo-ku, Tóquio.

Isetan Mitsukoshi Holdings Ltd. (株式会社三越伊勢丹ホールディングス Kabushiki-gaisha Mitsukoshi Isetan Hōrudingusu?) é uma empresa do setor de varejo do Japão, sediada em Tóquio.

## História
A companhia foi estabelecida em 2008, com a fusão entre a Isetan Co. Ltd. e a Mitsukoshi Ltd..